# BSデジタル放送推進協会
一般社団法人BSデジタル放送推進協会（しゃだんほうじん ビーエスデジタルほうそう すいしんきょうかい、通称・BPA）は、BSデジタル放送の普及を推進する業界団体。元総務省所管。統廃合され、現在は一般社団法人デジタル放送推進協会。

## 概要
BSデジタル放送の普及促進を図るため、BSデジタル放送が開始された2000年12月1日に設立された。
2006年11月、地上デジタル放送の普及を推進する団体である社団法人地上デジタル放送推進協会（通称・D-pa）と事業を統合する事が発表され、BPAは2007年3月31日でD-paとともに解散した。翌4月1日からは新団体・社団法人デジタル放送推進協会（通称・Dpa）と名称を改め、地上・BS両デジタル放送の普及推進および、地上・BS両アナログ放送の終了を周知する団体として活動を行っている。